# Châteauneuf-sur-Charente
Châteauneuf-sur-Charente är en kommun i departementet Charente i regionen Nouvelle-Aquitaine i västra Frankrike. Kommunen ligger  i kantonen Châteauneuf-sur-Charente som ligger i arrondissementet Cognac. År 2022 hade Châteauneuf-sur-Charente 3 562 invånare.

## Befolkningsutveckling
Antalet invånare i kommunen Châteauneuf-sur-Charente
Referens:INSEE